# Potamoidea
Potamoidea è una superfamiglia di granchi.

## Tassonomia
Comprende 3 famiglie:
- Deckeniidae Ortmann, 1897
- Potamidae Ortmann, 1896
- Potamonautidae Bott, 1970